# Петруш Поплазаров
Петруш Поплазаров (изписване до 1945 година: Петрушъ попъ Лазаровъ) е български революционер, радовишки околийски войвода на Вътрешната македоно-одринска революционна организация.

## Биография
Петруш Поплазаров е роден в град Радовиш, тогава в Османската империя. Присъединява се към ВМОРО, а през май 1898 година е арестуван от турските власти. След излизането си от затвора минава в нелегалност и става четник при Велко Миков между 1901 и 1902 година. По-късно е придружител на Гоце Делчев при обиколката му в Петричко. След това е назначен за самостоятелен радовишки войвода със задача да организира тайните канали в околията.
По случай 15-ата годишнина от Илинденско-Преображенското въстание за заслуги към постигане на българския идеал в Македония през Първата световна война в 1918 година, Петруш Поплазаров е награден с орден „Свети Александър“.
Умира след 1918 година.